# Llista d'episodis de Shameless
Shameless és una sèrie de televisió britànica. Té un total de 126 episodis repartits en 9 temporades. El Canal 3XL l'emet en català.

## Temporades
| Temporada | Temporada | Episodis | Duració al Regne Unit                      | Duració a Catalunya                        | Duració a Catalunya |
| --------- | --------- | -------- | ------------------------------------------ | ------------------------------------------ | ------------------- |
|           | 1         | 7        | 13 de gener de 2004 - 24 de febrer de 2004 | 2 de maig de 2012 - 6 de juny de 2012      |                     |
|           | 2         | 11       | 23 de desembre de 2004 - 8 de març de 2005 | 13 de juny de 2012 - 22 d'agost de 2012    |                     |
|           | 3         | 8        | 10 de gener de 2006 - 21 de febrer de 2006 | 29 d'agost de 2012 - 3 d'octubre de 2013   |                     |
|           | 4         | 8        | 9 de gener de 2007 - 27 de febrer de 2007  | 4 d'octubre de 2013 - 31 d'octubre de 2013 |                     |
|           | 5         | 16       | 1 de gener de 2008 - 15 d'abril de 2008    | ? - ?                                      |                     |

## Llista d'episodis

### Primera temporada
| # | # | Títol en català | Director       | Guionistes          | Data d'estrena al Regne Unit | Data d'estrena a Catalunya |
| 1 | 1 | Episodi 1       | Mark Mylod     | Paul Abbott         | 13 de gener de 2004          | 2 de maig de 2012          |
| El ritual de cremar un cotxe robat marca el final de l'estiu al barri de protecció oficial de Chatsworth, coses dels Gallagher. Avui en Lip s'ofereix per ajudar a fer els deures a la Karen Jackson i podria perdre la virginitat. |   |                 |                |                     |                              |                            |
| |   |                 |                |                     |                              |                            |
| 2 | 2 | Episodi 2       | Jonny Campbell | Paul Abbott         | 20 de gener de 2004          | 2 de maig de 2012          |
| És divendres i en Frank no apareix per enlloc. És molt estrany, perquè és el dia que li arriba la transferència, i aquest dia no sol desaparèixer mai. Ningú de la família no en faria cabal si no fos perquè han trobat un cos flotant al canal. |   |                 |                |                     |                              |                            |
| |   |                 |                |                     |                              |                            |
| 3 | 3 | Episodi 3       | Jonny Campbell | Daniel Brocklehurst | 27 de gener de 2004          | 9 de maig de 2012          |
| Després d'anunciar al pub que es casa, comencen els problemes per al Kev, que no n'ha dit res a la seva nòvia, la Veronica. El fet de no tenir el divorci i que hi hagi 5.000 lliures en joc, acaba de complicar encara més les coses. |   |                 |                |                     |                              |                            |
| |   |                 |                |                     |                              |                            |
| 4 | 4 | Episodi 4       | Mark Mylod     | Paul Abbott         | 3 de febrer de 2004          | 16 de maig de 2012         |
| Després de la desaparició d'un nen en una festa del barri, el Frank comença a engrescar tothom perquè linxin el primer sospitós que trobin. El que no sap és que la criatura és amb la Debbie, i ara el problema greu el tenen els Gallagher. |   |                 |                |                     |                              |                            |
| |   |                 |                |                     |                              |                            |
| 5 | 5 | Episodi 5       | Mark Mylod     | Carmel Morgan       | 10 de febrer de 2004         | 23 de maig de 2012         |
| El Frank, després de negar-se a anar a l'institut a la trobada amb els professors a donar la cara pels seus fills, accedirà a fer-ho en representació de la Karen, la filla de la Sheila. |   |                 |                |                     |                              |                            |
| |   |                 |                |                     |                              |                            |
| 6 | 6 | Episodi 6       | Dearbhla Walsh | Paul Abbott         | 17 de febrer de 2004         | 30 de maig de 2012         |
| Després de descobrir que el Frank té intenció de quedar-se amb la pensió de manutenció dels seus fills, tot i no viure amb ells, comencen tot un seguit d'accions que fan que la Monica, la mare dels Gallagher, que fa anys que va tocar el dos, per fi torni a aparèixer per casa. Com se l'agafaran, la Fiona i companyia, la tornada de la seva mare? I com reaccionarà la Norma, la seva amant?                                                                    |   |                 |                |                     |                              |                            |
| |   |                 |                |                     |                              |                            |
| 7 | 7 | Episodi 7       | Dearbhla Walsh | Paul Abbott         | 24 de febrer de 2004         | 6 de juny de 2012          |
| El Frank, que continua pensant només en ell, torna a estar amb l'aigua fins al coll: l'inspector d'habitatge no el deixa en pau, els deutes se li amunteguen i no té on caure mort. La solució: fer-se passar per mort amb l'ajuda de la Norma i les seves amigues lesbianes! La Fiona, que ara viu amb l'Steve, es continua fent càrrec de la canalla, però aviat el Toni descobrirà els antecedents penals de l'Steve i el detindrà per poder-se quedar amb la Fiona. |   |                 |                |                     |                              |                            |
| |   |                 |                |                     |                              |                            |

### Segona temporada
| # | #  | Títol en català   | Director       | Guionistes          | Data d'estrena al Regne Unit | Data d'estrena a Catalunya |
| 8 | -  | Especial de Nadal | Jonny Campbell | Paul Abbott         | 23 de desembre de 2004       | 13 de juny de 2012         |
| Oblida't dels Nadals tradicionals i prepara't per viure les festes més caòtiques i més salvatges que et puguis imaginar, a l'estil dels Gallagher, naturalment. Tot comença amb l'aparició miraculosa d'un camió ple de carn al barri. I després el Kev i el Flip el roben. Aquest Nadal hi haurà gall dindi, xai i vedella a preu de saldo per a tot el barri, però ningú s'ha adonat que es tracta de carn contaminada expressament pel Ministeri de Defensa. L'aparició d'en Marty, el germà de la Veronica, i el fet que l'exèrcit es vegi obligat a segellar el barri acabaran de donar forma a un Nadal en què només falta que la Sheila, la dona del Frank, es posi de part al menjador de casa. |    |                   |                |                     |                              |                            |
| |    |                   |                |                     |                              |                            |
| 9 | 1  | Episodi 1         | David Evans    | Paul Abbott         | 4 de gener de 2005           | 20 de juny de 2012         |
| El Neville, el pare d'en Frank, es presenta a casa de la Sheila per conèixer els seus nous nets, el Nigel i la Delia. El problema és que el Neville és tot el contrari del Frank i està disposat a buscar-li una feina com cal al seu fill, passi el que passi! D'altra banda, la Karen comença a treballar de cambrera al Jockey i de seguida se les té amb la Veronica. |    |                   |                |                     |                              |                            |
| |    |                   |                |                     |                              |                            |
| 10 | 2  | Episodi 2         | Peter Lydon    | Daniel Brockelhurst | 11 de gener de 2005          | 27 de juny de 2012         |
| L'endemà d'una festa salvatge a casa del Kev i la Veronica, se'ls presenten els de serveis socials per entregar-los l'Eric, el nen amb el qual faran la prova per decidir si els acaben donant un nen en adopció. L'experiment comença fatal quan, a l'hora d'esmorzar, l'Eric es menja les sobres d'un pastís d'haixix i l'Steve els acompanya a l'hospital amb un cotxe robat. |    |                   |                |                     |                              |                            |
| |    |                   |                |                     |                              |                            |
| 11 | 3  | Episodi 3         | Peter Lydon    | Daniel Brockelhurst | 18 de gener de 2005          | 4 de juliol de 2012        |
| Amb l'objectiu que els llogaters tinguin més cura de casa seva, l'ajuntament ha organitzat un concurs per veure qui deixa el jardí més maco. El premi: un any de lloguer gratis! D'altra banda, la Fiona descobreix que l'Steve rep missatges de text d'amor d'una altra dona. I la Sheila, que estarà tota una setmana fora, deixarà la seva mare a càrrec del Frank, que convertirà la casa en un "afterhours" per a borratxos. |    |                   |                |                     |                              |                            |
| |    |                   |                |                     |                              |                            |
| 12 | 4  | Episodi 4         | Dearbhla Walsh | Paul Abbott         | 25 de gener de 2005          | 11 de juliol de 2012       |
| El robatori del cotxe de l'Steve marca l'inici dels preparatius del seu casament amb la Fiona. L'Steve oferirà 2.000 lliures al Tony perquè li recuperi el cotxe, però queda clar que el Tony sap més coses de les que diu i, tot plegat, podria acabar molt malament. El Marty planeja una venjança molt sonada per al Pepe, el gos de la seva mare. I el Frank comença a sospitar que l'Ian és homosexual. |    |                   |                |                     |                              |                            |
| |    |                   |                |                     |                              |                            |
| 13 | 5  | Episodi 5         | Dearbhla Walsh | Phil Nodding        | 1 de febrer de 2005          | 18 de juliol de 2012       |
| El Flip ha trobat la pau que necessitava a casa d'una veïna on la Sheila li havia demanat que anés a regar les plantes. Tot canvia quan resulta que a casa de la veïna, la Lena, hi ha hagut un robatori i el Flip n'és el principal sospitós. La Debbie, d'altra banda, ha trobat la manera de fer calés fent còpies de vídeo il·legals i llogant-les pel barri. |    |                   |                |                     |                              |                            |
| |    |                   |                |                     |                              |                            |
| 14 | 6  | Episodi 6         | Dearbhla Walsh | Daniel Brockelhurst | 8 de febrer de 2005          | 25 de juliol de 2012       |
| Els tractes entre la Mandy, el Flip i l'Ian aviat s'acabaran. La Mandy fa veure que és la nòvia de l'Ian perquè ningú sàpiga que és gai, però s'enrotlla amb el Flip. El problema és que s'ha quedat embarassada i ara l'Ian té dues opcions: reconèixer que és el pare o sortir de l'armari, molt poc aconsellable al barri de Chatsworth. Si el Flip no hi fa res, això podria acabar en casament! |    |                   |                |                     |                              |                            |
| |    |                   |                |                     |                              |                            |
| 15 | 7  | Episodi 7         | David Evans    | Amanda Coe          | 15 de febrer de 2005         | 1 d'agost de 2012          |
| Després d'una nit al Jockey d'aquelles que l'endemà no en recordes res, la Fiona es desperta al llit amb el Joey Dawson. La cosa empitjora quan el Liam es pren una capsa de pastilles anticonceptives i el Marty enganxa el braç del Joey amb una porta. Per si no n'hi hagués prou, a l'hospital es descobrirà que l'Ian podria no ser fill del Frank. |    |                   |                |                     |                              |                            |
| |    |                   |                |                     |                              |                            |
| 16 | 8  | Episodi 8         | David Evans    | John Griffin        | 22 de febrer de 2005         | 8 d'agost de 2012          |
| El Kash i la Yvonne no tenen prou diners per pagar les demandes que els reclama el Frank i es veuen obligats a tancar la botiga. Aviat tot el barri es posarà en contra del Frank, que encara tindrà més problemes que de costum. D'altra banda, la Fiona, que s'ha quedat sense feina, confessarà a la Veronica que està embarassada del Craig. |    |                   |                |                     |                              |                            |
| |    |                   |                |                     |                              |                            |
| 17 | 9  | Episodi 9         | Dearbhla Walsh | Daniel Brockelhurst | 1 de març de 2005            | 15 d'agost de 2012         |
| La Kelly, la germana del Kev, arriba a Chatworth fugint del seu nòvio ionqui i desesperada per recollir totes les coses que té al seu pis. El Craig planeja un viatge sorpresa a Gal·les amb la Fiona, que ja comença a marejar-se als matins. La Sue, la dona del Craig, cada cop està més gelosa i busca consol amb el Marty. |    |                   |                |                     |                              |                            |
| |    |                   |                |                     |                              |                            |
| 18 | 10 | Episodi 10        | Dearbhla Walsh | Paul Abbott         | 8 de març de 2005            | 22 d'agost de 2012         |
| Amb l'arribada de l'Steve, la Fiona no té clar si abandonar la família i el barri per sempre. I és que l'oferta que li ha fet l'amor de la seva vida de fugir a Amsterdam és molt temptadora. La mort del marit de la Lillian donarà l'oportunitat al Frank de fer molts calés. El Carl confessarà una cosa que deixarà tothom glaçat i els Gallagher s'hauran de moure molt de pressa per protegir-lo. |    |                   |                |                     |                              |                            |
| |    |                   |                |                     |                              |                            |

### Tercera temporada
| # | # | Títol en català | Director           | Guionistes                 | Data d'estrena al Regne Unit | Data d'estrena a Catalunya |
| 19 | 1 | Episodi 1       | Catherine Morshead | Daniel Brockelhurst        | 3 de gener de 2006           | 29 d'agost de 2012         |
| La Debbie, per evitar un merder amb l'escola i amb els de serveis socials, s'inventa que el Liam té càncer i la notícia s'escampa per tot el barri. El Frank, molt afectat pel presumpte estat del seu fill, comença a beure i a drogar-se, amb conseqüències totalment sorprenents. La Sue cada cop està més deprimida, però el Marty està decidit a animar-la.                                                                   |   |                 |                    |                            |                              |                            |
| |   |                 |                    |                            |                              |                            |
| 20 | 2 | Episodi 2       | Catherine Morshead | Daniel Brockelhurst        | 10 de gener de 2006          | 5 de setembre de 2012      |
| El Flip ha fet un nou amic, amb una germana que està molt bona, la Zoe. L'Ian també té un nou amant, però per desgràcia, és el nou amic del Flip, el Jack, un altre problema per als Gallagher. La Kelly, la germana del Kev, s'instal·la a casa de la Sheila i del Frank, fins que ell descobreix que fa de prostituta. |   |                 |                    |                            |                              |                            |
| |   |                 |                    |                            |                              |                            |
| 21 | 3 | Episodi 3       | Jim O'Hanlon       | Bob Mills & Jim Poyser     | 17 de gener de 2006          | 12 de setembre de 2012     |
| Per culpa d'una empenta en un robatori a la botiga del Kash, la Mandy, que està embarassada del Flip, es posa de part abans d'hora. El Frank s'oblida de l'aniversari de la Sheila i ella comença a fer vaga a casa. D'altra banda, la Debbie intentarà descobrir si la Sue viu en secret a casa dels Gallagher. |   |                 |                    |                            |                              |                            |
| |   |                 |                    |                            |                              |                            |
| 22 | 4 | Episodi 4       | Catherine Morshead | Amanda Cole                | 24 de gener de 2006          | 19 de setembre de 2012     |
| La Carol descobreix que fa anys la Lillian se n'havia anat al llit amb el seu marit i decideix denunciar-la per frau a les prestacions. Això provoca una investigació general a tot el barri, amb conseqüències nefastes per a tots els veïns, la majoria dels quals cometen frau a l'hora de demanar prestacions. El Carl, que va darrere de la nòvia del Flip, està convençut que el Flip també s'enrotlla amb la Mandy Maguire. |   |                 |                    |                            |                              |                            |
| |   |                 |                    |                            |                              |                            |
| 23 | 5 | Episodi 5       | Jim O'Hanlon       | Daniel Brockelhurst        | 31 de gener de 2006          | 26 de setembre de 2012     |
| El Kev, després de saber que la seva mare s'ha suïcidat, no té cap ganes de celebrar el seu aniversari. Per acabar-ho d'empitjorar, es troba amb la seva ex al funeral i ella i la Veronica acaben barallant-se al Jockey. L'endemà, la Veronica es troba el Kev i la seva ex al llit i se'n va de Chatsworth. D'altra banda, la Carol comença a sortir amb un nudista.                                                            |   |                 |                    |                            |                              |                            |
| |   |                 |                    |                            |                              |                            |
| 24 | 6 | Episodi 6       | David Threlfall    | Emma Frost                 | 7 de febrer de 2006          | 26 de setembre de 2013     |
| Els Gallagher estan molt contents que el Carl comenci a portar diners a casa, però fer negocis de drogues amb els Maguire li pot acabar portant més problemes que no es pensa. D'altra banda, la Sheila està convençuda que la Karen és lesbiana i la convida a sopar a casa amb la Jez. El Frank, que sap la veritat, intentarà desemmascarar-la.                                                                                 |   |                 |                    |                            |                              |                            |
| |   |                 |                    |                            |                              |                            |
| 25 | 7 | Episodi 7       | Paul Norton Walker | Amanda Cole & Phil Nodding | 14 de febrer de 2006         | 27 de setembre de 2013     |
| La Debbie es fa amiga d'una noia de la seva edat i quan s'adona de tot el que s'ha estat perdent, decideix començar una vaga i deixar el Liam i el Carl a càrrec de l'Ian i del Flip. El Frank, que fa de conillet d'índies d'una nova medicació, es queda fet pols quan sap que ara ja no es pot emborratxar. El Marty descobreix que la Sue té deutes i intenta ajudar-la, però aleshores arriba el seu exmarit, el Craig.       |   |                 |                    |                            |                              |                            |
| |   |                 |                    |                            |                              |                            |
| 26 | 8 | Episodi 8       | Paul Norton Walker | Amanda Cole                | 21 de febrer de 2006         | 3 d'octubre de 2013        |
| S'acosta el dia del casament, però el Frank comença a fer-se enrere quan sap com va acabar el Sheldon, el primer marit de la Sheila. La Veronica i el Kev, que també tenen un munt de problemes personals, faran mans i mànigues perquè s'acabi celebrant la boda. El Flip, que està decidit a no ser com el seu pare, s'acaba comprometent amb la Mandy i la Katie.                                                               |   |                 |                    |                            |                              |                            |
| |   |                 |                    |                            |                              |                            |

### Quarta temporada
| # | # | Títol en català | Director           | Guionistes                 | Data d'estrena al Regne Unit | Data d'estrena a Catalunya |
| 27 | 1 | Episodi 1       | Paul Norton Walker | Emma Frost                 | 9 de gener de 2007           | 4 d'octubre de 2013        |
| Avui el Flip fa 18 anys i l'esperen un munt de sorpreses. La primera, que a partir d'ara els Maguires seran veïns dels Gallagher. La segona, que la seva mare, la Monica, ha tornat al barri per quedar-s'hi. La Sue, el Kev, la Veronica i el Marty intenten comprar un nen en un orfenat romanès i tot plegat acaba molt pitjor del que s'esperaven.                                                               |   |                 |                    |                            |                              |                            |
| |   |                 |                    |                            |                              |                            |
| 28 | 2 | Episodi 2       | Paul Norton Walker | Emma Frost                 | 16 de gener de 2007          | 10 d'octubre de 2013       |
| El Frank intenta amagar a la Sheila que encara està casat amb la Monica, però la Sheila, que veu que li ha sortit competència, fa tot el possible perquè la Monica torni amb la seva exparella, la Norma. El Jamie Maguire, que per fi ha sortit de la presó i se n'ha tornat a viure a Chatworth, sembla que té molt bon rotllo amb la Karen Jackson.                                                               |   |                 |                    |                            |                              |                            |
| |   |                 |                    |                            |                              |                            |
| 29 | 3 | Episodi 3       | Paul Norton Walker | Stephen Russell            | 23 de gener de 2007          | 11 d'octubre de 2013       |
| El Frank és incapaç de confessar a la Sheila que s'ha tornat a enrotllar amb la Monica, la seva ex. Al final s'haurà de decidir per una o per l'altra, perquè queda clar que cap de les dues no està disposada a compartir-lo. A casa dels Maguire també hi ha hagut una tragèdia per la mort d'un dels germans a mans del Jamie.                                                                                    |   |                 |                    |                            |                              |                            |
| |   |                 |                    |                            |                              |                            |
| 30 | 4 | Episodi 4       | Noreen Kershaw     | Jack Thorne                | 30 de gener de 2007          | 17 d'octubre de 2013       |
| L'Ian, que ajuda una noia a fugir del Paddy Maguire i de Chatworth, al final acaba al llit amb ella. El Frank, sense adonar-se'n, posa la seva família en perill amb els Maguire. La nova feina del Carl és més dura del que es pensava. Els problemes de diners del Kash li podrien acabar costant la vida. La Karen i el Jamie continuen veient-se al Jockey.                                                      |   |                 |                    |                            |                              |                            |
| |   |                 |                    |                            |                              |                            |
| 31 | 5 | Episodi 5       | David Threlfall    | Jim O'Hanlon & Amanda Cole | 6 de febrer de 2007          | 18 d'octubre de 2013       |
| La Debbie està molt contenta que el seu pare torni a viure a casa, però la Monica, que no li agrada que el Frank estigui tant per ella, la comença a pressionar perquè es busqui nòvio. La Mimi està decidida a fer que la Karen i el Jamie acabin amb la seva relació. L'Ian descobreix una cosa sorprenent d'un dels Maguire. El Frank té problemes greus amb un agent immobiliari.                                |   |                 |                    |                            |                              |                            |
| |   |                 |                    |                            |                              |                            |
| 32 | 6 | Episodi 6       | David Threlfall    | Ed McCardie                | 13 de febrer de 2007         | 24 d'octubre de 2013       |
| El Frank comença a treballar a la furgoneta de gelats del Shane, el lloc que els Maguire fan servir per traficar amb drogues. El Carl està decidit a tornar a reunir tota la família, però això vol dir desfer-se de la Norma. Els Maguire prenen mesures dràstiques per separar la Karen i el Jamie. La Kelly Balls torna a Chatsworth i l'agent Rogers continua provocant disputes entre els veïns del barri.      |   |                 |                    |                            |                              |                            |
| |   |                 |                    |                            |                              |                            |
| 33 | 7 | Episodi 7       | Noreen Kershaw     | Emma Frost                 | 20 de febrer de 2007         | 25 d'octubre de 2013       |
| El Frank i la Monica continuen tenint-se-les i ella acaba anant-se'n al llit amb la Norma. El Frank, que intenta robar-li uns diners a la Norma, ho podria acabar pagant molt car. L'explosió d'una bomba fa pensar que Chatsworth podria ser objectiu d'una cèl·lula terrorista. El Flip se sent atret per un transsexual i l'Ian per fi confessa a la família que és gai.                                          |   |                 |                    |                            |                              |                            |
| |   |                 |                    |                            |                              |                            |
| 34 | 8 | Episodi 8       | Lawrence Till      | Paul Abbott                | 27 de febrer de 2007         | 31 d'octubre de 2013       |
| El Paddy es queda glaçat quan sap que els seus tres excompanys de cel·la han mort en circumstàncies molt sospitoses. Per acabar-ho d'empitjorar, el Jamie, el seu fill, està a punt de casar-se amb la Karen, una cosa que a la Mimi no li fa cap gràcia. El Carl es queda horroritzat quan sap que la Monica i la Norma estan planejant fugir juntes i pressiona el Frank perquè lluiti per recuperar la seva dona. |   |                 |                    |                            |                              |                            |
| |   |                 |                    |                            |                              |                            |

### Cinquena temporada
| #  | #  | Títol en català | Director           | Guionistes       | Data d'estrena al Regne Unit | Data d'estrena a Catalunya |
| 35 | 1  | Episodi 1       | David Threlfall    | Ed McCardie      | 1 de gener de 2008           | ?                          |
|    |    |                 |                    |                  |                              |                            |
|    |    |                 |                    |                  |                              |                            |
| 36 | 2  | Episodi 2       | David Threlfall    | Stephen Russell  | 8 de gener de 2008           | ?                          |
|    |    |                 |                    |                  |                              |                            |
|    |    |                 |                    |                  |                              |                            |
| 37 | 3  | Episodi 3       | Paul Norton Walker | Stephen Russell  | 15 de gener de 2008          | ?                          |
|    |    |                 |                    |                  |                              |                            |
|    |    |                 |                    |                  |                              |                            |
| 38 | 4  | Episodi 4       | Paul Norton Walker | Jack Lothian     | 22 de gener de 2008          | ?                          |
|    |    |                 |                    |                  |                              |                            |
|    |    |                 |                    |                  |                              |                            |
| 39 | 5  | Episodi 5       | Lawrence Till      | Malcolm Campbell | 29 de gener de 2008          | ?                          |
|    |    |                 |                    |                  |                              |                            |
|    |    |                 |                    |                  |                              |                            |
| 40 | 6  | Episodi 6       | Lawrence Till      | Ben Edwards      | 7 de febrer de 2008          | ?                          |
|    |    |                 |                    |                  |                              |                            |
|    |    |                 |                    |                  |                              |                            |
| 41 | 7  | Episodi 7       | Fraser MacDonald   | Stephen Russell  | 14 de febrer de 2008         | ?                          |
|    |    |                 |                    |                  |                              |                            |
|    |    |                 |                    |                  |                              |                            |
| 42 | 8  | Episodi 8       | Fraser MacDonald   | Ed McCardie      | 21 de febrer de 2008         | ?                          |
|    |    |                 |                    |                  |                              |                            |
|    |    |                 |                    |                  |                              |                            |
| 43 | 9  | Episodi 9       | Jim Loach          | Emma Frost       | 28 de febrer de 2008         | ?                          |
|    |    |                 |                    |                  |                              |                            |
|    |    |                 |                    |                  |                              |                            |
| 44 | 10 | Episodi 10      | Jim Loach          | Jack Lothian     | 6 de març de 2008            | ?                          |
|    |    |                 |                    |                  |                              |                            |
|    |    |                 |                    |                  |                              |                            |
| 45 | 11 | Episodi 11      | David Threlfall    | Stephen Russell  | 13 de març de 2008           | ?                          |
|    |    |                 |                    |                  |                              |                            |
|    |    |                 |                    |                  |                              |                            |
| 46 | 12 | Episodi 12      | Lawrence Till      | Malcolm Campbell | 20 de març de 2008           | ?                          |
|    |    |                 |                    |                  |                              |                            |
|    |    |                 |                    |                  |                              |                            |
| 47 | 13 | Episodi 13      | Lawrence Till      | Sarah Hooper     | 27 de març de 2008           | ?                          |
|    |    |                 |                    |                  |                              |                            |
|    |    |                 |                    |                  |                              |                            |
| 48 | 14 | Episodi 14      | David Threlfall    | Ed McCardie      | 1 d'abril de 2008            | ?                          |
|    |    |                 |                    |                  |                              |                            |
|    |    |                 |                    |                  |                              |                            |
| 49 | 15 | Episodi 15      | Paul Norton Walker | Ed McCardie      | 8 d'abril de 2008            | ?                          |
|    |    |                 |                    |                  |                              |                            |
|    |    |                 |                    |                  |                              |                            |
| 50 | 16 | Episodi 16      | Paul Norton Walker | Stephen Russell  | 15 d'abril de 2008           | ?                          |
|    |    |                 |                    |                  |                              |                            |
|    |    |                 |                    |                  |                              |                            |